# حضوري (تطبيق)
حضوري تطبيق أطلقته وزارة التعليم في المملكة العربية السعودية، وهو النظام الرسمي لحضور وانصراف جميع الموظفين من منسوبي المدارس السعودية (البنين والبنات)، ويستخدم التطبيق تقنيات مثل إنترنت الأشياء والسمات الحيوية مثل بصمة الوجه والصوت والإصبع، ويهدف لضبط ساعات عمل الموظفين، ويتيح التطبيق طلب الاستئذان للخروج مع عدد محدود منها تتجدد كل شهر، وسجلٍ يحفظ جميع الاستئذانات السابقة وحالة قبولها أو رفضها، طُبِّق النظام أولاً في جهاز الوزارة، ثم على موظفي إدارات التعليم بالمناطق والمحافظات، ثم موظفي مكاتب التعليم الفرعية، ويبدأ تطبيقه على أربع مراحل حسب المناطق والمدن، بدءًا من العام الدراسي 1447هـ-2025م، وتحديدًا بتاريخ 23 صفر 1447هـ - الموافق - 17 أغسطس 2025م.

## مراحل التنفيذ
يبدأ تنفيذه واعتماده على أربعة مراحل حسب المدن والمناطق السعودية.

### المرحلة الأولى
يطبق في إدارات التعليم من تاريخ 23 صفر 1447هـ - الموافق - 17 أغسطس 2025م:
- المنطقة الشرقية
- الأحساء
- القصيم
- جدة

### المرحلة الثانية
يطبق في إدارات التعليم من تاريخ 1 ربيع الأول 1447هـ - الموافق - 24 أغسطس 2025م:
- مكة المكرمة
- الطائف
- تبوك
- الجوف
- الحدود الشمالية

### المرحلة الثالثة
يطبق في إدارات التعليم من تاريخ 8 ربيع الأول 1447هـ - الموافق - 31 أغسطس 2025م:
- حائل
- نجران
- عسير
- جازان

### المرحلة الرابعة
يطبق في إداراتي التعليم من تاريخ 15 ربيع الأول 1447هـ - الموافق - 7 سبتمبر 2025م:
- منطقة الباحة
- منطقة الرياض